# Hamont-Achel
Pour les articles homonymes, voir Hamont (homonymie) et Achel.
Hamont-Achel est une ville néerlandophone de Belgique située en Région flamande dans la province de Limbourg.

## Histoire
Hamont était une des 23 Bonnes Villes de la principauté de Liège.

### La catastrophe de 1918
Le 18 novembre 1918 un train de munitions explose en gare d'Hamont lors de la retraite de l'armée allemande. La catastrophe fait 1 007 morts, tous des soldats, et détruit une grande partie du village et la gare. Elle est la catastrophe la plus meurtrière de Belgique.

## Sections de la commune
| # | Section | Superf. (km²) | Habitants (2020) | Habitants par km² | Code INS |
| - | ------- | ------------- | ---------------- | ----------------- | -------- |
| 1 | Hamont  | 23,17         | 8.948            | 386               | 72037A   |
| 2 | Achel   | 20,55         | 5.350            | 260               | 72037B   |

### Localités
Achel-Statie, 't Lo

## Héraldique
|  | La ville possède des armoiries qui lui ont été octroyées le 8 juillet 1986. Elles sont identiques armoiries historiques de Hamont avec comme seul changement la couleur du créneau qui était argenté dans les armoiries de Hamont. Hamont et Achel ont toutes deux appartenu au domaine de Grevenbroek (Heerlijkheid Grevenbroek (nl)) dont les armoiries sont issues. Les armoiries de Hamont lui avaient été octroyées le 22 mars 1920. Hamont faisait historiquement partie du domaine de Grevenbroek, qui, jusqu'à la fin du XIVe siècle, était dirigé par les seigneurs de Grevenbroek, une branche de la famille Arkel. En 1401, Jan van Beieren, prince élu de Liège, conquit la ville et ajouta le domaine au Comté de Looz. Le conseil local a utilisé un sceau avec le saint patron local, Saint Laurent. Cependant, un autre sceau de Hamont est connu à partir de 1767. Ces armoiries sont une combinaison des armes de Looz (barres rouges et dorées) et des armoiries d’Arkel. La crête montre un créneau dont l'origine n'est pas connue. En 1920, on a décidé d'utiliser cette combinaison comme armoiries pour la ville et non pour symboliser le fleuve Saint-Laurent. Blasonnement : Parti: au 1 burelé d'or et de gueules de dix pièces, au 2 d'argent aux deux fasces contre-bretessées de gueules. Source du blasonnement : Heraldy of the World. |

## Galerie

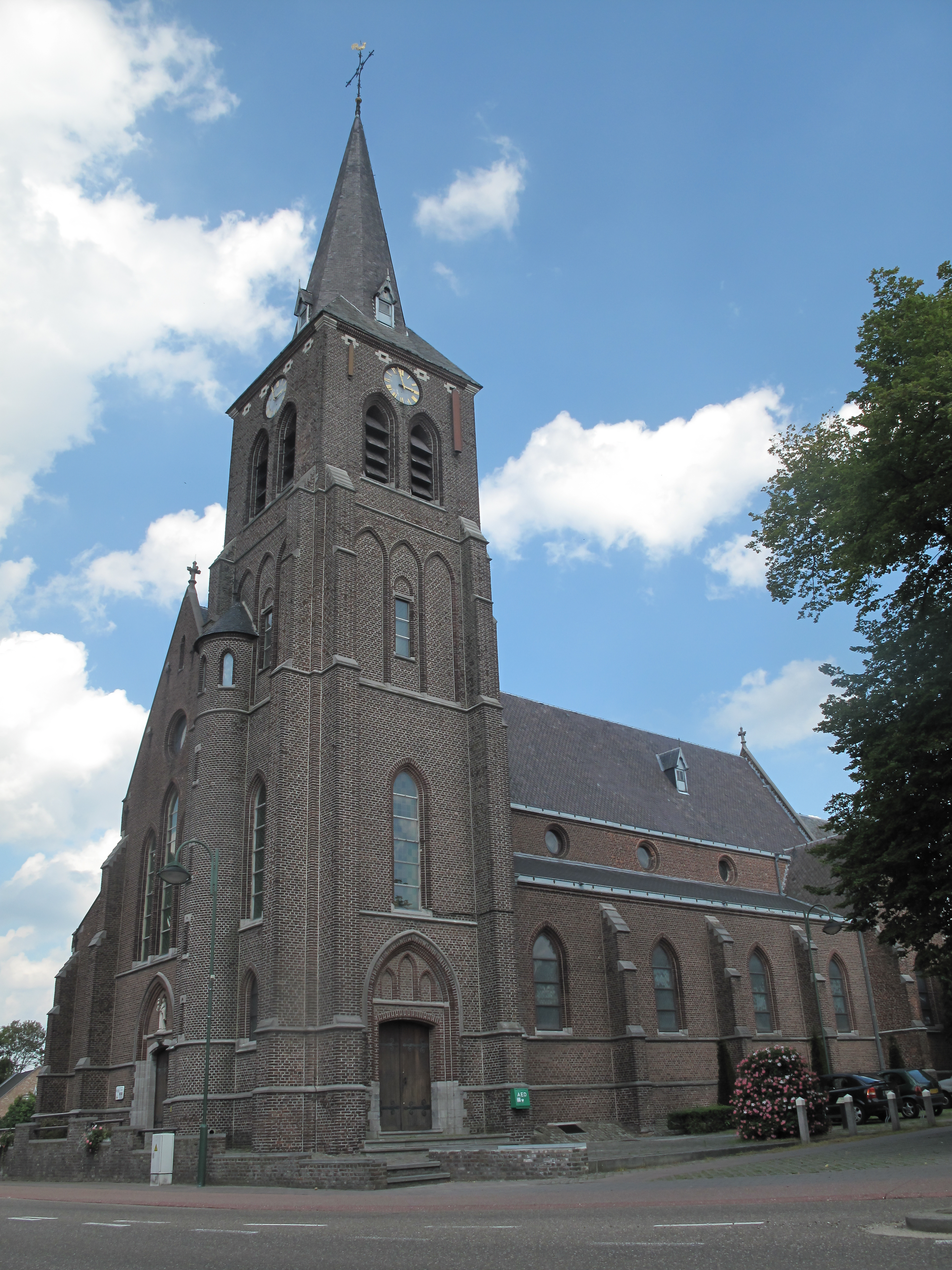
Achel, église : de Sint-Monulphus en Gondulphuskerk
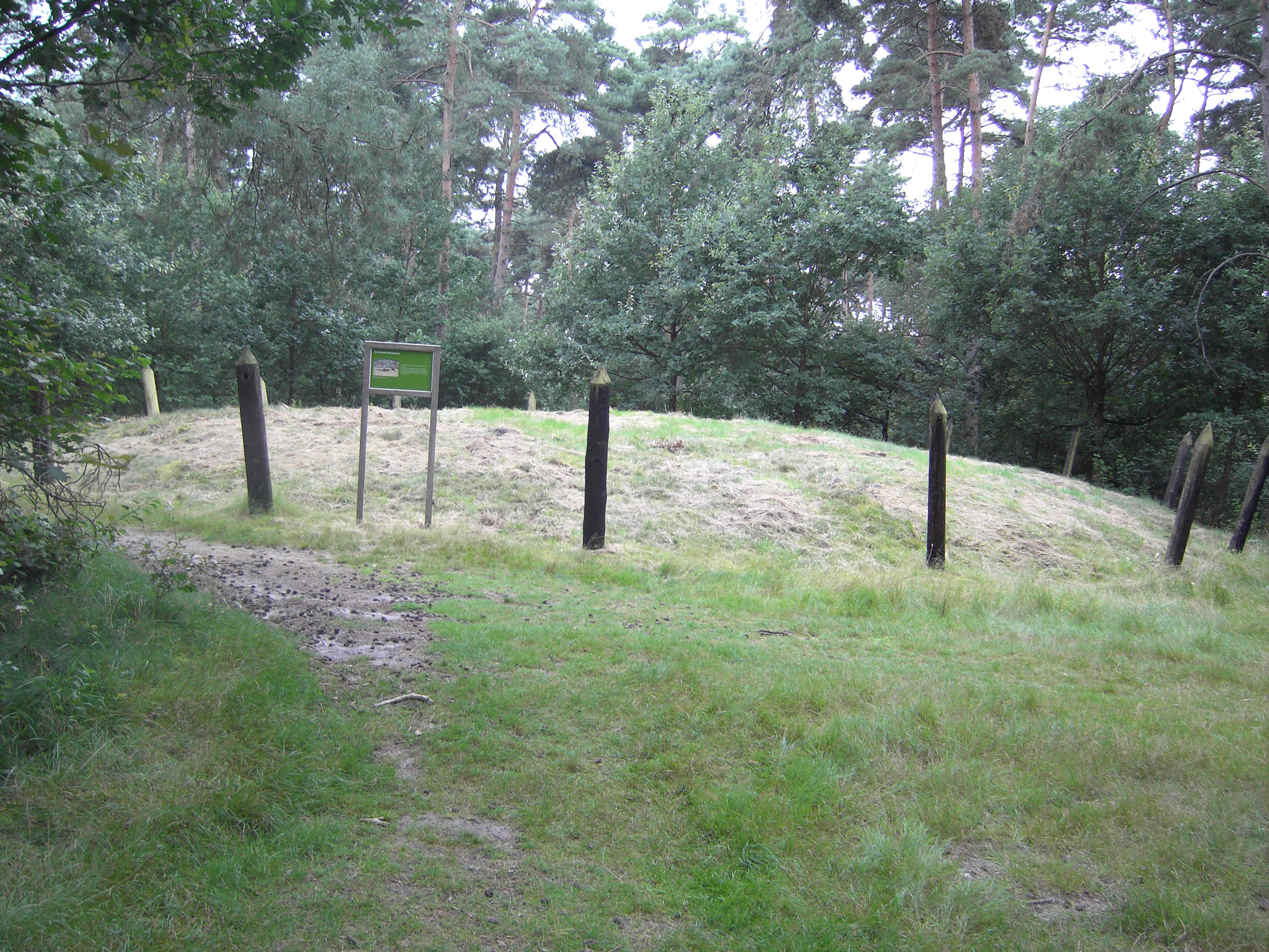
1 des 2 tumuli de Hamont-Achel

## Démographie
Le graphique suivant décrit l'évolution de la population de la ville. Les données ci-après intègrent les anciennes communes dans les données avant la fusion en 1977.
- Source : DGS - Remarque: 1831 jusqu'à 1981=recensement; depuis 1990=nombre d'habitants chaque 1er janvier[3]

## Personnalités
- Egidius Wensing (1913-2004), espérantiste néerlandais, est mort à Hamont-Achel.